# Droux
 Droux  (en occitano Drolh) es una población y comuna francesa, situada en la región de Lemosín, departamento de Alto Vienne, en el distrito de Bellac y cantón de Magnac-Laval.

## Demografía
| 728 | 684 | 577 | 512 | 493 | 425 | 418 |
| Para los censos de 1962 a 1999 la población legal corresponde a la población sin duplicidades (Fuente: INSEE [Consultar]) |     |     |     |     |     |     |